# Iraqi Women's Union
Iraqi Women's Union (al-Ittihad al-Nisai al-Iraqi) var en organisation för kvinnors rättigheter i Irak, grundad 1945.
Det var en paraplyorganisation vars syfte var att ena samtliga lagliga kvinnoföreningar i Irak och upprätthålla kontakten med dess motsvarigheter i andra Arabländer. Den grundades av en grupp sekulära progressiva överklasskvinnor under en tidsperiod i Iraks historia när kvinnors ställning genomgick stora förändringar mot större rättigheter och kvinnor började ta av sig slöjan, yrkesarbeta och delta i det offentliga livet. Drottning Aliya var föreningens beskyddare.
Organisationens syfte var att verka för reformer i kvinnors rättigheter genom att medvetandegöra allmänheten genom informationskampanjer, och samarbeta med myndigheter, politiker och offentliga personer. 
Bland dess mål fanns att stänga bordellerna, förbättra arbetsmiljön för sjuksköterskor (ett vanligt kvinnoyrke) och öka kvinnors rättigheter inom arv, vårdnad om barn vid skilsmässa, arvsrätten, och mobilisera kvinnor under samhällskatastrofer. Organisationen spelade en viktig roll under särskilt 1950-talet. 